# Les Coves de Martí
Les Coves de Martí és una obra historicista de la Sénia (Montsià) inclosa a l'Inventari del Patrimoni Arquitectònic de Catalunya.

## Descripció
Edifici de grans dimensions. Es troba aïllat enmig del camp. De planta rectangular està fortificat per tots costats, flanquejat per quatre torres, les dues de darrere doblen l'altura dels murs, amb merlets per tot el perímetre i garites a les cantonades. La porta d'accés és de carreus de pedra, ben treballats, amb arc rebaixat. Presenta tres merlets singulars i és la part més baixa del perímetre, sobresortint cap enfora de la planta. Els murs són sòlids i gruixuts, de maçoneria, amb dues plantes d'alçada, s'observen diversos buits enreixats amb arcs rebaixats que no formen composició regular. Pati d'armes central des d'on s'accedeix a les dependències distribuïdes al voltant d'aquest.

## Història
A la clau de la porta d'accés es llegeix inscrit : "M-M- AÑO 1895" (les inicials responen a Martí Martorell) Tota l'aparença és d'una obra castrense, però no en sabem la verdadera finalitat. El terreny va ser donat a Martí Garcia Martorell per un oncle seu mossèn el 1878. Va construir les torres uns anys després de la 2 guerra carlina. Durant la guerra 36-39 foren usades com a lloc defensiu-militar per la seva proximitat al camp d'aviació.